# Aerobiologia

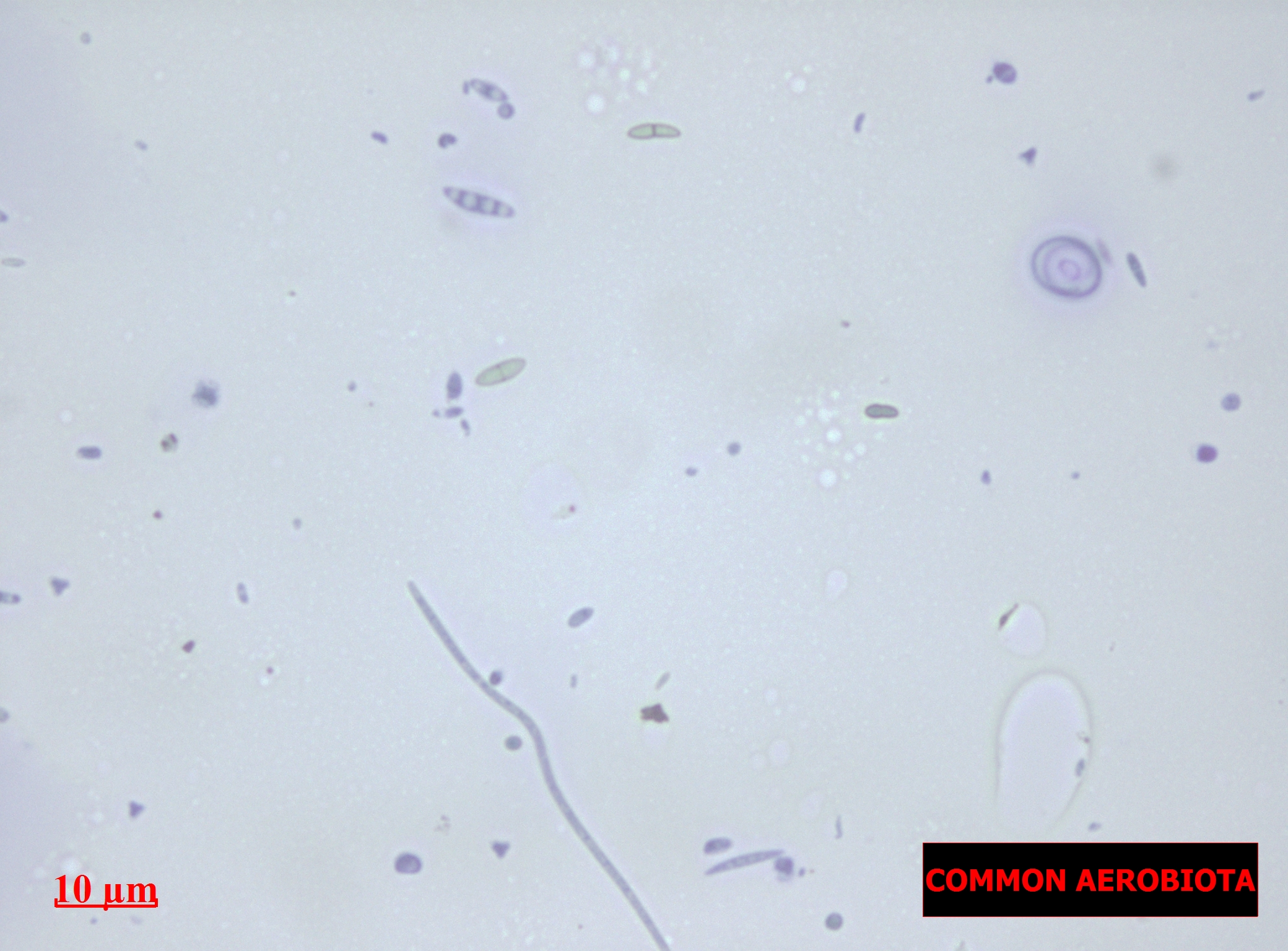
Partícules en l'aire

L'aerobiologia és la branca de la biologia que estudia partícules orgàniques, tals com bacteris, espores de fongs, insectes microscòpics i pol·len, les quals són passivament transportades per l'aire. Un dels principals camps de l'aerobiologia ha estat el de fer recompte d'aquestes partícules com ajuda en el tractament dels al·lèrgics.
Pierre Miquel fou un dels fundadors de l'areobiologia. Es descobrí que algunes algues i altres organismes aquàtics en suspensió habiten als núvols el 1910 a Alemanya.
Hi ha un ampli acord sobre els requeriments per assegurar la qualitat del mètode de l'aerobiologia.